# Vilafant
Vilafant település Spanyolországban, Girona tartományban. Vilafant Figueres, Santa Llogaia d'Àlguema, Borrassà, Avinyonet de Puigventós és Llers községekkel határos. Lakosainak száma 5706 fő (2024).

## Népesség
A település népessége az elmúlt években az alábbi módon változott:
| Lakosok száma | 105  | 631  | 614  | 689  | 2114 | 4657 | 5416 | 5481 | 5394 | 5706 |
|               | 1717 | 1887 | 1936 | 1960 | 1986 | 2004 | 2009 | 2014 | 2019 | 2024 |